# Музичка школа „Др Војислав Вучковић”
Музичка школа „Др Војислав Вучковић” музичка је школа која нуди основно и средње образовање. Основана је 1952. године као школа за основно образовање. Налази се у улици Кондина 6, у општини Стари град у Београду.

## Историјат
Школа је основана 1952. године као школа за основно музичко образовање. У наменски грађену зграду у Кондиној 6, усељена је 1967. године, а ту је и данас седиште школе. Статус средње музичке школе, школа је добила 1976. године, захваљујући значајним резултатима. Велики број ђака ове школе наставио је музичко усавршавање на академијама и факултетима у Србији, али и у Енглеској, Словачкој, Русији, Немачкој и Сједињеним Државама.
Школа је добила име по Војиславу Вучковићу,  музикологу, композитору и диригенту.